# Futuro antico VI
Futuro Antico VI - Roma e la Festa di San Giovanni è un album di Angelo Branduardi.

## Il disco
Sesto capitolo del progetto che vede l'artista ripercorrere le tappe della musica antica e, nello specifico, quella della corte papalina del '500-'600. Come con gli altri album della serie, l'album utilizza un approccio a favore dell'ascoltatore odierno. Per questo motivo Angelo canta con una voce non impostata, a differenza di quello che accade nelle consuete interpretazioni di musica antica.
Il progetto viene presentato al pubblico con un concerto in piazza San Giovanni in Laterano in occasione della Festa di San Giovanni, il 24 giugno 2009. L'album vede la partecipazione dell'Ensemble Scintille di Musica.

## Tracce
1. Le streghe
2. Coro de Demoni
3. Forestieri alla ventura
4. Gagliarda V
5. Preludio
6. Cinta di rose
7. Passacaglia della vita
8. Balletto delle virtù - Ballo di Mantova
9. Segui dolente core
10. La vecchia
11. Corrente V - Gagliarda I
12. Affacciati uno poco
13. Tre sorelle
14. Damigella
15. L'ultimo di' de Maggio
16. Antidotum tarantula - Tarantella

## Formazione
- Angelo Branduardi, voce, violino
- Francesca Torelli, direzione, liuto, tiorba, chitarra barocca
- Monica Pelliciari, violino barocco
- Stefano Vezzani, flauto dolce, bombarda
- Marco Ferrari, flauto dolce, bombarda
- Mauro Morini, trombone
- Cristiano Contadin, viola da gamba
- Luisa Baldassari, spinetta, clavicembalo
- Gabriele Miracle, salterio, percussioni
- Paolo Simonazzi, ghironda